# Чемпионат Сенегала по международным шашкам среди мужчин
Чемпионат Сенегала по международным шашкам среди мужчин — ежегодный турнир по шашкам, проводимый Федерацией шашек Сенегала. Шашисты Сенегала неоднократно были победителями и призёрами чемпионата Африки и участниками чемпионатов мира. Один из сильнейших шашистов XX века Баба Си первым из африканцев был удостоен звания международный гроссмейстер.  Макоду Н’Диайе стал бронзовым призёром чемпионата мира 1994 года.
В 2012 году планировалось проведение 49-го чемпионата страны.

## Призёры
| Год  | 1              | 2                                                        | 3              |
| ---- | -------------- | -------------------------------------------------------- | -------------- |
| 1986 | Малик Диалло   | Мапенда Сене                                             | Амет Диав      |
| 1987 |                |                                                          | Н’Диага Самб   |
| 1989 | Мапенда Сене   | Бубакар Диалло                                           | Н’Диага Самб   |
| 1990 | Н’Диага Самб   | Басиру Ба                                                | Макоду Н’Диайе |
| 1991 | Н’Диага Самб   | Макоду Н’Диайе                                           | Гауссу Сидибе  |
| 1992 | Н’Диага Самб   |                                                          |                |
| 1993 | Макоду Н’Диайе | Абдулай Дер                                              | Басиру Ба      |
| 1996 | Басиру Ба      | Малик Диалло                                             | Гауссу Сидибе  |
| 2005 | Абдулай Дер    | Гауссу Сидибе Моду Сек Мор Сек                           | -----          |
| 2007 | Моду Сек       | Н’Диага Самб Хабиб Кане Басиру Ба                        | ------         |
| 2008 | Н’Диага Самб   | Басиру Ба Моду Сек Мор Сек Бубакар Диалло Уссейну Мбенге | ------         |
| 2010 | Н’Диага Самб   | Басиру Ба                                                |                |
| 2013 | Басиру Ба      | Н’Диага Самб Абдулай Дер                                 | ------         |
| 2014 | Моду Сек       | Н’Диага Самб                                             | Басиру Ба      |
| 2016 | Юссу Н’Диайе   | Н’Диага Самб Басиру Ба                                   | -----          |
| 2022 | Н’Диага Самб   | Абдулай Дер                                              | Басиру Ба      |
| 2023 | Абдулай Дер    | Басиру Ба                                                | Н’Диага Самб   |